# James Marsters
James Wesley Marsters (Greenville, 20 d'agost de 1962) és un actor, músic, cantant, guionista de còmics i narrador d'audiollibres estatunidenc.
Se l'ha acreditat com David Gray i Sam Majesters a la sèrie Dragon Ball Super i al videojoc Dragon Ball FighterZ, respectivament. És conegut sobretot pel seu paper del vampir punk britànic Spike a la sèrie de The WB Buffy the Vampire Slayer i el seu spin-off, Angel. Des de llavors, ha interpretat al supermalvat alienígena Brainiac juntament amb el professor Milton Fine i Brainiac 5 a la sèrie inspirada en Superman Smallville, el capità John Hart a Torchwood i el terrorista Barnabas Greeley a Caprica de Syfy.
Va aparèixer en un paper secundari a la pel·lícula P.D. T'estimo, com a Victor Hesse al reinici de Hawaii Five-0 de 2010 i Victor Stein a la sèrie de Marvel Runaways. També és la veu de Zamasu juntament amb Future Zamasu per al doblatge de Funimation de la franquícia Bola de Drac. Va protagonitzar l'aclamada pel·lícula independent de dues parts A Bread Factory del director Patrick Wang. També va donar veu als papers de Lex Luthor a la pel·lícula Superman: Doomsday i el videojoc DC Universe Online, Sergei a Spider-Man: The New Animated Series, Mister Fantastic a The Super Hero Squad Show, Korvac a Ultimate Spider-Man, Captain Faro Argyus a Star Wars: The Clone Wars, Louis 'Match' Morris a Real Heroes: Firefighter, Nosferatu a DuckTales i diverses veus a Scooby-Doo! Mistery incorporated.

## Primers anys
Marsters va néixer a Greenville, Califòrnia, fill d'un ministre metodista i treballador social. Va créixer amb el seu germà, Paul, i la seva germana, Susan, a Modesto, Califòrnia. Somiant amb convertir-se en actor des que va interpretar a Eeyore a Winnie-the-Pooh a quart grau, Marsters es va unir al grup de teatre de l'escola secundària Grace M. Davis i va actuar en moltes obres, incloent musicals. Després de graduar-se el 1980, Marsters va estudiar al Pacific Conservatory of the Performing Arts a l'Allan Hancock College de Santa Maria, Califòrnia. El 1982, es va traslladar a la ciutat de Nova York per assistir a la Juilliard School, però va ser expulsat del programa després de només dos anys.

## Carrera d'actor

### Rols primerencs
Marsters es va traslladar a Chicago, on el seu primer paper d'actuació professional va ser Ferdinand a The Tempest al Goodman Theatre el 1987. En aquesta producció, el van fer rodar a l'escenari lligat nu a una roda. Parla llargament d'aquesta experiència i dels seus altres papers teatrals en una entrevista del 2020 amb Michael Rosenbaum al podcast 'Inside of You'. També va actuar amb companyies conegudes de Chicago com Northlight i Bailiwick i amb el seu propi grup, la Genesis Theatre Company. Marsters va ser nominat al premi Joseph Jefferson per la seva interpretació del paper principal de Robespierre al drama de sis hores Incorruptible: The Life, Death and Dreams of Maximilian de Robespierre el 1989.
El 1990 es va traslladar a Seattle i, amb Liane Davidson i Greg Musick, va formar el New Mercury Theatre. En aquesta i altres companyies, Marsters va participar en una àmplia gamma d'obres, com Teechers (una obra britànica de John Godber), Antigone, de Anouilh, una obra original basada en els llibres del Dr. Seuss, i la Misalliance de Shaw.
El 1992, va aconseguir el seu primer treball d'actor de televisió a Northern Exposure, en el qual va aparèixer durant dos episodis com a botons i ministre de l'església. Va fer aparicions com a convidat a sèries de televisió com Andromeda, així com a les pel·lícules independents Chance (2002), Winding Roads (1999) i la pel·lícula USA Network Cool Money (2005). El 1999, va tenir un petit paper en el remake de House on Haunted Hill com a càmera de televisió.

### Buffy the Vampire SlayeriAngel

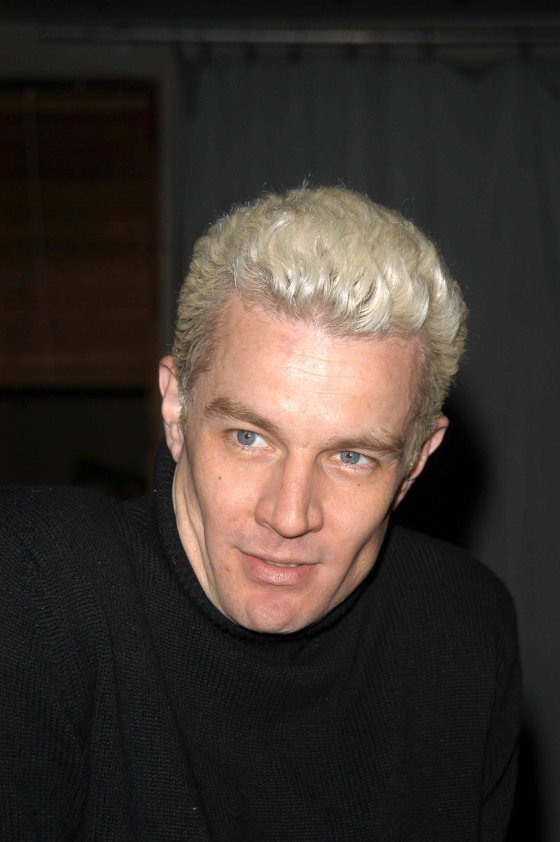
James Marsters caracteritzat com Spike el 2003

Marsters va cridar l'atenció del públic en general per la seva aparició com el malvat, i més tard antiheroi, Spike a la temporada 2 de la sèrie de televisió Buffy the Vampire Slayer. Per al paper, Marsters parlava amb un accent londinenc, per al qual va rebre un entrenament informal del coprotagonista britànic Anthony Head.
Spike havia estat pensat com un paper curt pel creador Joss Whedon, que originalment es va resistir a la popularitat de Spike. «Va deixar molt clar que no volia que l'espectacle fos assumit per un altre vampir romàntic», va dir Marsters a 411Mania, i va afegir «per a Joss, se suposava que els vampirs eren lletjos, malvats i ràpids en ser assassinats... quan vaig ser esccollit Joss no s'imaginava que fos popular; se suposava que Spike era brut i malvat, punk rock i després mort». La resposta massiva dels fans va impedir que el seu personatge fos matat, permetent a Spike una presència durant la segona temporada.
No hi havia plans per tornar a Spike com a habitual a Buffy, fins que el personatge de Cordelia Chase va ser traslladat al programa derivat, Angel, i, com va dir Marsters a 411Mania, «necessitaven algú que li digués a Buffy que era estúpida i estava a punt de morir, i [així] van decidir portar-me de tornada». Marsters pensava que en Spike no duraria, perquè sent un vampir, Spike estava restringit a les escenes nocturnes i no podia interactuar amb personatges humans amb tanta freqüència com la Cordelia. Sorprenentment, Spike es convertiria en una parella romàntica de Buffy, i Marsters en un membre principal del repartiment fins al final de l'espectacle.
Després de la conclusió de Buffy, Marsters va portar a Spike al seu spin-off, Angel, com a personatge regular en la seva cinquena i última temporada de la sèrie. A Marsters se li va demanar que callés sobre això, ja que el seu retorn pretenia ser una sorpresa, però la xarxa ho va arruïnar promocionant el retorn de Spike tan aviat com va poder, per tal de crear un brunzit mediàtic i atraure anunciants.
A l'abril de 2004, després del final d' Angel, Marsters es va fer afaitar els cabells blanquejats de la marca registrada de Spike amb finalitats benèfiques en directe a la televisió durant un episodi de On Air with Ryan Seacrest.
Quan Angel va ser cancel·lada, hi havia plans per a diverses pel·lícules de televisió basades en els personatges de l'univers Buffy/Angel. Es va començar a parlar d'una pel·lícula de Spike des del 2004, i Whedon encara tenia plans per al 2006 abans que fossin abandonats formalment. Marsters va dir que només tornaria per interpretar a Spike si el projecte es duia a terme en cinc anys, sentint que seria massa vell per interpretar el personatge (un immortal) després d'això.
A part d'interpretar a Spike, Marsters va coescriure un còmic one-shot per a Dark Horse Comics, Buffy the Vampire Slayer: Spike and Dru. Després que Buffy the Vampire Slayer i Angel van acabar, Marsters es va activar amb la sèrie de còmics canònics d'ambdos espectacles, especialment amb històries centrades al voltant del seu personatge. Dark Horse Comics va publicar una novel·la gràfica canònica ambientada durant la setena temporada de Buffy the Vampire Slayer, Spike: Into the Light, escrita pel mateix Marsters, el 16 de juliol de 2014.

### Altres treballs
Marsters ha narrat els audiollibres de The Dresden Files, una sèrie de novel·les policíaques amb una inclinació sobrenatural i la col·lecció de contes curts del mateix univers, Side Jobs, també va ser gravada per Marsters. Originalment no va gravar el llibre de Dresden Ghost Story a causa d'un conflicte de programació, i va deixar l'actor i exalumne de Smallville John Glover per gravar-lo; això va provocar una protesta pública bastant notable per part dels oients dels audiollibres. Va tornar per al següent llibre Cold Days. El 24 de març de 2015, Jim Butcher va anunciar que una nova versió de l'audiollibre de Ghost Story s'havia de llançar el 21 d'abril de 2015, amb Marsters tornant com a narrador en resposta a les demandes dels fans.
El 2005, Marsters va filmar un thriller, Shadow Puppets, amb Jolene Blalock. A finals d'aquell any, Marsters va aparèixer a la sèrie de televisió Smallville interpretant el Dr. Milton Fine, el popular malvat de Superman Brainiac, en vuit episodis al llarg de la cinquena temporada del programa. Va repetir el seu paper de Brainiac en un arc de quatre episodis a la setena temporada, i va fer una veu en off a la vuitena temporada. Va tornar per a un episodi de l'última temporada del programa. El 29 d'octubre de 2005, Marsters va presentar dues representacions de la seva pròpia adaptació abreujada del Macbeth de Shakespeare amb l'actriu nord-americana Cheryl Puente com a Lady Macbeth, seguides de sessions de preguntes i respostes amb el públic i concerts acústics a Londres.
El setembre de 2006, la interpretació de Marsters de Teechers de Godber es va interpretar al Queen Mary amb dos actors més a Los Angeles. Aquesta és una obra per la qual havia rebut elogis de la crítica com a actor teatral abans del seu treball televisiu. Marsters va protagonitzar el llançament cinematogràfic del 2007 de P.D. T'estimo al costat de Kathy Bates, Hilary Swank i Gerard Butler. Estrenada el setembre de 2007, Marsters va protagonitzar la pel·lícula d'animació directa en DVD, Superman: Doomsday, proporcionant la veu de l'icònic malvat Lex Luthor. La pel·lícula va rebre crítiques majoritàriament positives.
El 2008, va protagonitzar Torchwood, una sèrie derivada de la popular sèrie de televisió britànica de ciència-ficció Doctor Who, apareixent per primera vegada a l'episodi "Kiss Kiss, Bang Bang", com el nefast viatger del temps omnisexual Capità John Hart. Va repetir el paper en els dos últims episodis de la segona temporada.
Va retratar "Satanas Cor Petit" a l'adaptació cinematogràfica en imatge real del popular manga i anime Bola de Drac, dirigida per James Wong i produïda per Stephen Chow, que es va estrenar a tot el món el 10 d'abril de 2009.
El 20 de juliol de 2009, la pel·lícula Moonshot es va emetre a History Channel en celebració del 40è aniversari de l'arribada a la Lluna de 1969. En aquesta pel·lícula, Marsters interpreta Buzz Aldrin. El 19 d'agost de 2009, es va anunciar que va signar un paper a Caprica com el líder terrorista Barnabas Greeley.
També a l'agost de 2009, el western de ciència-ficció de Marsters, High Plains Invaders, es va emetre al canal Syfy. En aquesta pel·lícula d'invasió alienígena, Marsters interpreta Sam Danville. L'agost de 2010 es va anunciar que Marsters s'uniria al repartiment de la sèrie de Syfy Channel Three Inches com un personatge habitual que representava a Troy Hamilton, un antic agent del govern que ara lidera un equip de superherois.
Ha aparegut a Supernatural a l'episodi "Shut Up, Dr. Phil", que es va emetre el 21 d'octubre de 2011, al costat de la seva companya del Buffyverse Charisma Carpenter. També va aparèixer a Warehouse 13 com Bennett Sutton, que es va emetre el 2013.
El 2018, algunes fonts van especular que Marsters era l'actor de la veu en anglès del personatge de Dragon Ball Super Zamasu. L'octubre de 2021, a la Fan Expo Canada, tant el director de veu de Marsters com de Dragon Ball Super, Christopher Sabat, van confirmar públicament que donava veu a Zamasu sota el pseudònim de David Gray. Com a fan de la franquícia Bola de Drac, Marsters va acceptar interpretar el paper de Zamasu a Dragon Ball Super a proposta del mateix Sabat i Sean Schemmel quan es van conèixer durant una convenció. Marsters ho va fer totalment gratuïtament per "redimir-se amb la comunitat de Bola de Drac Z" després de la seva aparició a la pel·lícula Bola de Drac: Evolution, mal valorada per la crítica.

## Carrera musical
Marsters havia tocat en bandes i en solitari a bars i clubs durant molts anys i va gaudir de diversos concerts exitosos en solitari als clubs de Los Angeles abans de formar una banda. Per a aquests concerts en solitari interpretava principalment versions de músics de rock i folk clàssic com Tom Waits, Neil Young, James Taylor i Bruce Springsteen. Va cantar a "Once More, with Feeling", un episodi musical de Buffy: parts en solitari a "Walk Through the Fire" i "Something To Sing About", i "Rest in Peace" completament sol.

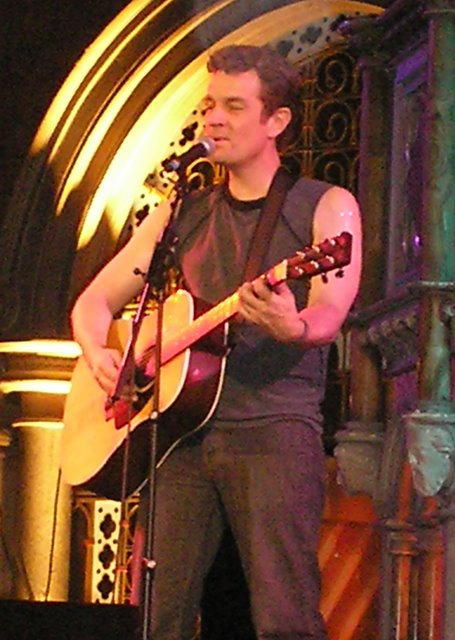
James Marsters actuant al concert de la Union Chapel a Islington, Londres el 4 de maig de 2007

El 2003–04, Marsters va ser el cantant principal de la banda de rock Ghost of the Robot. El seu àlbum debut Mad Brilliant va ser llançat el 2 de febrer de 2003. La banda va fer els seus primers concerts a Los Angeles i París. Van tenir dates d'èxit a Los Angeles i els seus voltants i dues gires exhaurides per Europa el 2003 i el 2004. A més de Mad Brilliant, van llançar tres senzills ("Valerie", "David Letterman" i "New Man") i un EP de llarga durada, It's Nothing. Tots aquests llançaments portaven temes escrits i coescrits per Marsters. Diverses de les cançons anteriors de Ghost of the Robot es van basar lliurement en els personatges de Buffy the Vampire Slayer Buffy, Dawn i Faith.
La carrera musical en solitari de Marsters es va iniciar l'octubre de 2004 a Londres. La seva gira acústica en solitari pel Regne Unit l'abril de 2005 es va esgotar. Un nou àlbum en solitari "Civilized Man" produït per Chris Rhyne i Andrew Rosenthal va ser llançat el 15 d'abril de 2005. Inclou diverses cançons noves, així com les populars "Katie" i "Smile". Ha tocat cançons de l'àlbum en directe a Detroit, Houston i Sacramento.
Durant la seva convenció de setembre de 2006, James Marsters & Friends, va estrenar diverses cançons noves com "The Truth Is Heavy", "Fall of Night", "Jealous Man" i "Not A Millionaire". Totes aquestes cançons reflecteixen la seva nova música blues i el seu so folk. També va interpretar una versió del clàssic de Keb Mo "Baby Blue". El 2007, va actuar en directe diverses vegades al Regne Unit i va debutar dues cançons noves escrites a Cardiff. "Layabout" i "Looking at You" reflecteixen un moviment folk lleuger més optimista a la música de Marsters. Aquestes cançons, així com alguns dels seus treballs no gravats anteriorment, es van publicar al segon àlbum en solitari de Marsters, llançat formalment a Los Angeles i Cardiff l'octubre i novembre de 2007 respectivament. Aquest àlbum, Like a Waterfall, inclou dotze cançons, totes escrites per Marsters. La majoria havien estat interpretades i gravades en directe però no a l'estudi.
Like A Waterfall va ser produït per Ryan Shore i compta amb diversos músics com Blair Sinta, que ha tocat la bateria per Alanis Morissette, i el baixista de Five for Fighting Curt Schneider. El 2008, Marsters' Waterfall Tour va arribar al Regne Unit. Va tocar les tres primeres cites a tot Londres i va actuar durant tres dies consecutius a Milton Keynes. El concert a l'abarrotada Union Chapel d'Islington va ser un conjunt acústic amb material del seu àlbum Like A Waterfall.
L'1 de maig de 2009, va tornar a la Union Chapel, seguit d'un esdeveniment "Marstersclass" a The Drill Hall, a Londres el 2 de maig. L'esdeveniment exhaurit va incloure un concert, una sessió de preguntes i oportunitats per obtenir autògrafs i fotos. El 3 de maig de 2009, va actuar al London's 100 Club.
El 2010 la carrera musical de James va continuar quan la banda Ghost of the Robot es va reformar: des de llavors han publicat l'àlbum B-Sider que està disponible a iTunes. Després, l'any 2011, es va publicar l'àlbum Murphy's Law que també es pot descarregar a iTunes. També hi ha molts altres EP disponibles a l'iTunes Store.
El 2023, Ghost of the Robot va llançar l'àlbum Tin Man, que està disponible a Bandcamp. Inclou la cançó "Don't Worry Son", que Marsters va escriure mentre treballava a Buffy the Vampire Slayer.

## Vida personal
Marsters està divorciat de Liane Davidson, amb qui té un fill (nascut el 1996). El 2002, Marsters va començar a criar la seva neboda de cinc anys, a qui ara considera la seva filla.
El 21 de maig de 2010 es va anunciar que Marsters havia proposat a la seva núvia Patricia Rahman a Trier, Alemanya. El 14 de gener de 2011, es van casar en una cerimònia civil privada a Los Angeles. El febrer de 2021, la parella va sol·licitar el divorci.

## Discografia
Com a artista solista:
- Civilized Man (2005)
- Like a Waterfall (2007)

Amb la banda de rock de Califòrnia Ghost of the Robot :
- Mad Brilliant (2003)
- B-Sider (2011)
- Murphy's Law (2011)
- Bourgeois Faux Pas (2015)
- Pair of Bulls, Vol.1 (2018)
- Tin Man (2023)

## Filmografia

### Cinema
| Any  | Títol                                             | Paper               | Notes                              |
| ---- | ------------------------------------------------- | ------------------- | ---------------------------------- |
| 1999 | Winding Roads                                     | Billy Johnson       |                                    |
| 1999 | House on Haunted Hill (La mansió de les tenebres) | Càmera de Channel 3 |                                    |
| 2002 | Chance                                            | Simon               |                                    |
| 2007 | Shadow Puppets                                    | Jack                |                                    |
| 2007 | Superman: Doomsday                                | Lex Luthor          | Veu, directe a vídeo               |
| 2007 | P.D. T'estimo                                     | John McCarthy       |                                    |
| 2009 | Dragonball Evolution                              | Satanàs Cor Petit   |                                    |
| 2015 | Billie Bob Joe                                    | Ell mateix          | Cameo                              |
| 2015 | Dudes & Dragons                                   | Lord Tensley        | Dragon Warriors (títol de treball) |
| 2016 | New Life                                          | William Morton      |                                    |
| 2018 | A Bread Factory (Part 1)                          | Jason               |                                    |
| 2018 | A Bread Factory (Part 2)                          | Jason               |                                    |
| 2019 | Grief                                             | Tom                 | Curt                               |
| 2023 | Abruptio                                          | Les Hackel          |                                    |

### Televisió
| Any       | Títol                                 | Paper                                 | Notes                                                                                    |
| --------- | ------------------------------------- | ------------------------------------- | ---------------------------------------------------------------------------------------- |
| 1992–1993 | Northern Exposure                     | Bellhop, Rev. Harding                 | 2 episodis                                                                               |
| 1995      | Medicine Ball                         | Mickey Collins                        | Episodi: "Heart and Sole"                                                                |
| 1997      | Moloney                               | Billy O'Hara                          | Episodi: "Herniated Nick"                                                                |
| 1997–2003 | Buffy the Vampire Slayer              | Spike                                 | 96 episodis Personatge recorrent (temporades 2–3) Repartiment principal (temporades 4–7) |
| 1999–2004 | Angel                                 | Spike                                 | 24 episodis Paper convidat (seasons 1–2) Repartiment principal (temporada 5)             |
| 1999      | Millennium                            | Eric Swan                             | Episodi: "Collateral Damage"                                                             |
| 2001      | The Enforcers                         | Charles Haysbert                      | Minisèrie                                                                                |
| 2001      | Strange Frequency                     | Mitch Brand                           | Segment: "Soul Man"                                                                      |
| 2001      | Andromeda                             | Charlemagne Bolivar                   | Episodi: "Into the Labyrinth"                                                            |
| 2003      | Spider-Man: The New Animated Series   | Sergei                                | Veu, 2 episodis                                                                          |
| 2004      | The Mountain                          | Ted Tunney                            | Episodi: "A Piece of the Rock"                                                           |
| 2005      | Cool Money                            | Bobby Comfort                         | Telefilm                                                                                 |
| 2005–2010 | Smallville                            | Dr. Milton Fine, Brainiac, Brainiac 5 | Paper recorrent 14 episodis                                                              |
| 2007–2008 | Without a Trace                       | Detective Mars                        | 4 episodis                                                                               |
| 2007      | Saving Grace                          | Dudley Payne                          | Episodi: "Bring It On, Earl"                                                             |
| 2008      | Torchwood                             | Captain John Hart                     | 3 episodis                                                                               |
| 2008      | The Capture of the Green River Killer | Ted Bundy                             | Minisèrie                                                                                |
| 2008      | Star Wars: The Clone Wars             | Capt. Faro Argyus                     | Veu, episodi: "Cloak of Darkness"                                                        |
| 2009      | Moonshot: The Flight of Apollo 11     | Buzz Aldrin                           | Telefilm                                                                                 |
| 2009      | High Plains Invaders                  | Sam Denville                          | Telefilm                                                                                 |
| 2009      | Numb3rs                               | Damien Lake                           | Episodi: "Guilt Trip"                                                                    |
| 2009      | The Super Hero Squad Show             | Mister Fantastic                      | Veu, 5 episodis                                                                          |
| 2009      | Lie to Me                             | Pollack                               | Episodi: "Truth or Consequences"                                                         |
| 2010      | Caprica                               | Barnabas Greeley                      | 4 episodis                                                                               |
| 2010–2020 | Hawaii Five–0                         | Victor Hesse                          | 5 episodis                                                                               |
| 2011      | Supernatural                          | Don Stark                             | Episodi: "Shut Up, Dr. Phil"                                                             |
| 2011      | Three Inches                          | Troy Hamilton                         | Episodi: "Pilot"                                                                         |
| 2012      | Metal Hurlant Chronicles              | Brad Davis                            | Episodi: "Shelter Me"                                                                    |
| 2013      | Wedding Band                          | Declan Horn                           | Episodi: "Personal Universe"                                                             |
| 2013      | Warehouse 13                          | Prof. Bennett Sutton                  | 3 episodis                                                                               |
| 2013      | Scooby-Doo! Mystery Incorporated      | Dandy Highwayman, Librarian, Man      | Veu, episodi: "Stand and Deliver"                                                        |
| 2013      | Ultimate Spider-Man                   | Korvac, Chitauri #3                   | Veu, episodi: "Guardians of the Galaxy"                                                  |
| 2014      | Metal Hurlant Chronicles              | Doc Rowan                             | Episodi: "Whiskey in the Jar"                                                            |
| 2014      | Witches of East End                   | Tarkoff                               | 7 episodis                                                                               |
| 2015      | The Devil You Know                    | Rev. George Burroughs                 | Pilot                                                                                    |
| 2017–2019 | Runaways                              | Victor Stein / Jonah / Magistrate     | Repartiment regular                                                                      |
| 2018      | Dragon Ball Super                     | Zamasu                                | Doblatge anglès; acreditat com a David Gray                                              |
| 2020      | The Order                             | Xavier                                | Episodis "The Common" Part 1 & 2                                                         |
| 2020      | DuckTales                             | Nosferatu                             | Veu, episodi: "The Trickening!"                                                          |
| 2021      | Leverage: Redemption                  | Carl Bishop                           | Episodi: "The Golf Job"                                                                  |
| 2023      | Curses!                               | Larry                                 | Veu; repartiment regular                                                                 |
| 2023      | Casa Grande                           | Miller Dalton                         |                                                                                          |

### Videojocs
| Any  | Títol                                  | Paper                | Notes                         |
| ---- | -------------------------------------- | -------------------- | ----------------------------- |
| 2002 | Buffy the Vampire Slayer               | Spike                |                               |
| 2003 | Buffy the Vampire Slayer: Chaos Bleeds | Spike                |                               |
| 2009 | Real Heroes: Firefighter               | Louis "Match" Morris |                               |
| 2010 | DC Universe Online                     | Lex Luthor           |                               |
| 2018 | Dragon Ball FighterZ                   | Zamasu               | Acreditat com a Sam Majesters |
| 2020 | Dragonball Legends                     | Future Zamasu        |                               |

## Audiollibres
| Any  | No.   | Títol               |
| ---- | ----- | ------------------- |
| 2002 | 1     | Storm Front         |
| 2003 | 2     | Fool Moon           |
| 2005 | 3     | Grave Peril         |
| 2007 | 4     | Summer Knight       |
| 2009 | 5     | Death Masks         |
| 2010 | 6     | Blood Rites         |
| 2010 | 7     | Dead Beat           |
| 2009 | 8     | Proven Guilty       |
| 2009 | 9     | White Night         |
| 2008 | 10    | Small Favor         |
| 2009 | 11    | Turn Coat           |
| 2010 | 12    | Changes             |
| 2010 | 12.5  | Side Jobs           |
| 2015 | 13    | Ghost Story         |
| 2012 | 14    | Cold Days           |
| 2014 | 15    | Skin Game           |
| 2015 | 15.5  | Working for Bigfoot |
| 2018 | 15.75 | Brief Cases         |
| 2020 | 16    | Peace Talks         |
| 2020 | 17    | Battle Ground       |

| Any  | No. | Títol                         |
| ---- | --- | ----------------------------- |
| 2017 | 2   | The Lord of Shadows           |
| 2018 | 3   | The Queen of Air and Darkness |

| Any  | No. | Títol           |
| ---- | --- | --------------- |
| 2012 | 1   | The Greyfriar   |
| 2013 | 2   | The Rift Walker |
| 2014 | 3   | The Kingmakers  |

| Any  | No. | Títol                   |
| ---- | --- | ----------------------- |
| 2012 | 1   | The Carnival of Secrets |

## Premis i nominacions
| Any  | Premi                   | Categoria                                         | Nominat                           | Resultat  |
| ---- | ----------------------- | ------------------------------------------------- | --------------------------------- | --------- |
| 2000 | Premis Teen Choice      | Choice TV: Sidekick                               | Buffy the Vampire Slayer          | Nominat   |
| 2000 | Premis Saturn           | Millor actuació d'un actor secundari en una sèrie | Buffy the Vampire Slayer          | Nominat   |
| 2001 | Premis Saturn           | Millor actuació d'un actor secundari en una sèrie | Buffy the Vampire Slayer          | Guanyador |
| 2002 | Premis Teen Choice      | Selecció de televisió: actor                      | Buffy the Vampire Slayer          | Nominat   |
| 2002 | Premis Saturn           | Premi Gènere Cinescape Cara del Futur             | Buffy the Vampire Slayer          | Guanyador |
| 2002 | Premis Saturn           | Millor actuació d'un actor secundari en una sèrie | Buffy the Vampire Slayer          | Nominat   |
| 2002 | Premis SFX              | Millor actuació de comèdia                        | Buffy the Vampire Slayer          | Guanyador |
| 2002 | Premis SFX              | Millor actor de televisió                         | Buffy the Vampire Slayer          | Guanyador |
| 2003 | Premis Teen Choice      | Selecció de televisió: actor                      | Buffy the Vampire Slayer          | Nominat   |
| 2003 | Premis Saturn           | Millor actuació d'un actor secundari en una sèrie | Buffy the Vampire Slayer          | Guanyador |
| 2003 | Premis Golden Satellite | Millor actuació d'un actor secundari en una sèrie | Buffy the Vampire Slayer          | Nominat   |
| 2004 | Premis Saturn           | Millor actuació d'un actor secundari en una sèrie | Angel / Buffy the Vampire Slayer  | Nominat   |
| 2004 | Premis Spacey           | Personatge de televisió preferit: masculí         | Spike a Angel                     | Guanyador |
| 2005 | Premis Saturn           | Millor actuació d'un actor secundari en una sèrie | Angel                             | Nominat   |
| 2011 | Premis SET              | El Premi SET de Documental                        | Moonshot: The Flight of Apollo 11 | Guanyador |